# Лоор, Вильяр Валдурович
Ви́льяр Ва́лдурович Ло́ор (эст. Viljar Loor, 1 октября 1953, Тарту, Эстонская ССР — 22 марта 2011, Эстония) — советский волейболист, игрок сборной СССР (1975—1986). Олимпийский чемпион 1980, двукратный чемпион мира (1978 и 1982), двукратный обладатель Кубка мира (1977 и 1981), 5-кратный чемпион Европы, 8-кратный чемпион СССР. Центральный блокирующий. Заслуженный мастер спорта СССР (1978).

## Биография
Волейболом начал заниматься в 1963 году в ДЮСШ г. Тарту.
Тренировался под руководством отца Валдура Лоора, который сам был волейболистом и судьей. В 1970 году Лоор дебютировал в чемпионате Эстонской ССР и выиграл с юношеской командой Эстонской ССР чемпионат СССР среди юниоров. В 1971 году он был назначен капитаном юношеской сборной СССР, с которой он выиграл титул чемпиона Европы в 1971 и 1973 годах.
Выступал за команды:
- 1971—1973 — «Калев» (Маарду);
- 1974—1975 — «Калев» (Таллин);
- 1975—1977 — ЦСКА;
- 1977—1978 — «Калев» (Таллин);
- 1978—1983 — ЦСКА;
- 1983—1985 — «Калев» (Таллин).

8-кратный чемпион СССР (1975, 1976, 1978—1983), обладатель Кубка СССР 1982, обладатель Кубка чемпионов ЕКВ 1982. В составе сборной Москвы стал серебряным призёром Спартакиады народов СССР 1983.
В сборной СССР в официальных соревнованиях выступал в 1975—1983 годах. В её составе: олимпийский чемпион 1980, двукратный чемпион мира (1978 и 1982), двукратный победитель розыгрышей Кубка мира (1977 и 1981), 5-кратный чемпион Европы (1975, 1977, 1979, 1981, 1983).
Награждён орденом «Знак Почёта» (1980).
После окончания активной спортивной карьеры работал в качестве заместителя директора Агро Тарту, в совхозе,
С 1977 года изучал экономику в Таллинском университете.
После отделения Эстонии от Советского Союза Лоор был совладельцем строительной компании, которую основал вместе со своим братом Хельдуром Лоором.
Возглавлял Ассоциацию эстонских олимпийцев.
Покончил самоубийством из-за тяжёлой болезни.

## Источник
- Волейбол: Энциклопедия / Сост. В. Л. Свиридов, О. С. Чехов. — Томск: Компания «Янсон», 2001.